# فينيلبيوتازون
فينيلبيوتازون (الاسم العلمي: phenylbutazone) هو مضاد التهاب لا ستيروئيدي يستخدم مسكنًا للألم قصير المفعول وخافض حرارة في الحيوانات.
لم يصرح باستخدامه لدى البشر بسبب آثار الجانبية الخطيرة التي تتضمن تثبيط إنتاج الكريات البيض وفقر الدم اللاتنسجي.

## الصيغة الكيميائية
C19H20N2O2

## الاستخدام
- مسكن للألم.
- خافض للحرارة.
- مضاد التهاب غير ستيروئيدي فعال في الرثية المفصلية الحادة.
- كما يؤثر خافضاً لحمض البول.
- ومضاد للالتهاب الرثوي عند الخيول والأبقار والأغنام.

## الجرعة
يستعمل الخيول والأبقار والأغنام حقناً وريدياً وعضلياً بشكل عميق وحسب الجرعات التالية:
- الخيول والأبقار:
- في الوريد:10-20مل يومياً حسب حالة الحيوان
- في العضل: 20 –30 مل في اليوم الأول و20مل في اليوم الثاني و10مل لباقي الأيام من 1-4 أيام.

- الأغنام: في الوريد: 1مل/15كغ وزن حي يومياً لمدة 4 أيام.
- في العضل: 1مل /15كغ وزن حي يومياً لمدة 4 أيام.